# PiTaPa
PiTaPa（ピタパ）は、スルッとKANSAI協議会が展開する、乗車カード機能を基本に据えたサイバネ規格／非接触型ICカード（電子マネーカード）。乗車カードとしては近畿地方・東海地方・北陸地方の一部・岡山県・静岡県の鉄道・バス事業者が導入している。

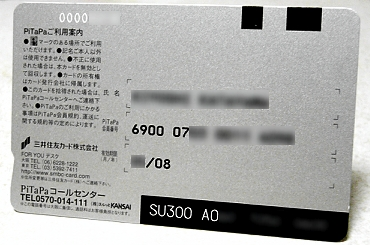
PiTaPaカードの一例（裏）

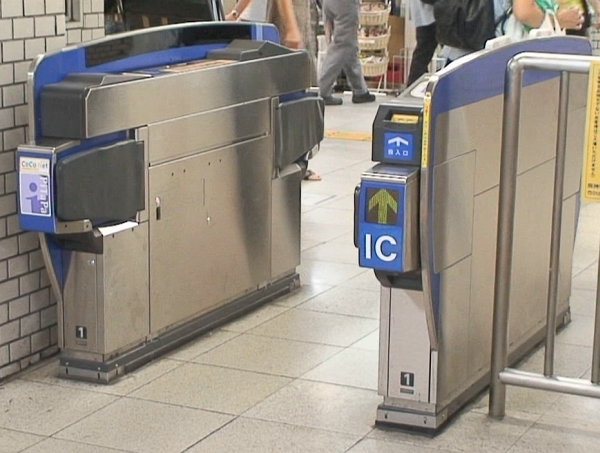
PiTaPa対応改札機（現在は右側のIC表記はない）（阪神神戸三宮駅）

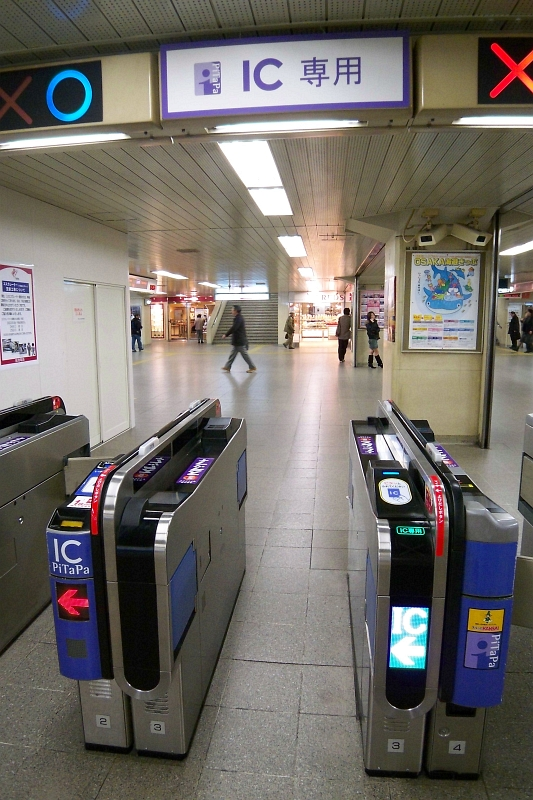
PiTaPa対応IC専用改札機（阪急大阪梅田駅）

## 概要

「タッチ&ゴー」の動き

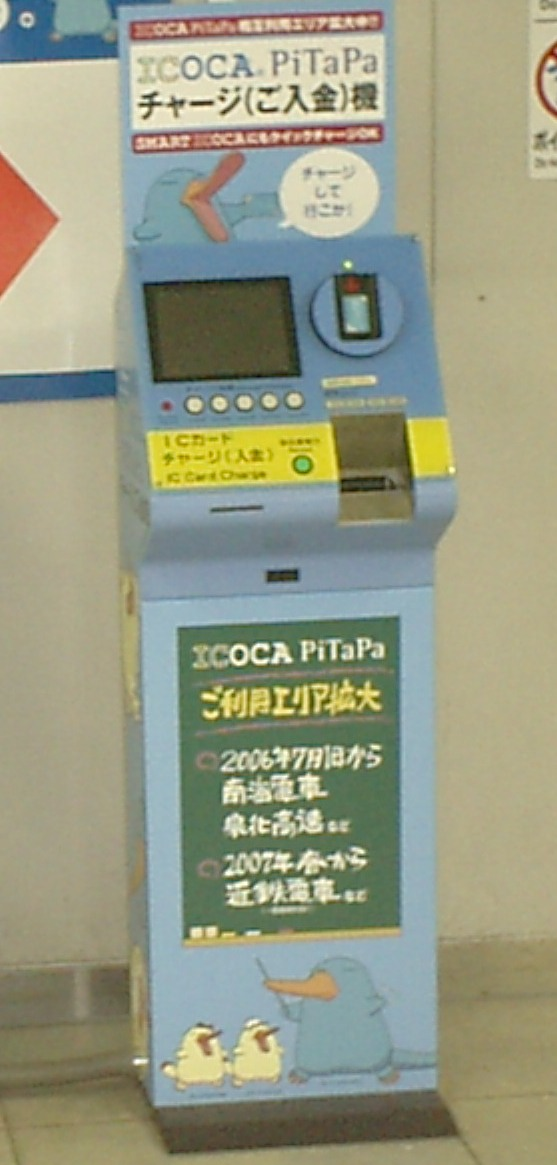
PiTaPaがチャージ（入金）可能なことを宣伝するJR西日本の入金機（天王寺駅にて）。PiTaPaとICOCAはこの入金機に限らず、双方の自動券売機・自動精算機・入金機で互いにチャージが可能である。

関西大手私鉄を中心とした近畿圏の民鉄で導入されていた磁気式ストアードフェアシステムである「スルッとKANSAI」の次世代システムとして2004年に導入された。名称は「Postpay IC for "Touch and Pay"」の略で、株式会社スルッとKANSAIの登録商標である。キャッチフレーズは「ピタッとタッチするだけでパッとスピーディーに！」。また2009年3月からは、テレビCMなどで、「“動く”を応援するカード。PiTaPa」と言うキャッチコピーも使われている。カード裏面に記載の番号の始めの文字は「SU」であり、「スルッとKANSAI」のローマ字表記の、SURUTTO KANSAI の略称である。
技術としては、Suica・ICOCAなどと同様にソニーが開発したICカードFeliCaを採用しているが、Suicaなどで採用されている大多数のプリペイド方式ではなく、公共交通機関の乗車ICカードとしては日本初のポストペイ（後払い）方式を採用しているのが特徴となっている（詳細後述）。そのためSuicaやICOCA、TOICAなど他の交通系ICカードのように駅の自動券売機などでは即時発行は出来ず、申し込みをしてから他のクレジットカード類と同様に与信審査が必要となる（審査落ちで発行されない場合がある）。交通系ICカード全国相互利用サービスにも参加しているが、基本的な決済方式が異なるため乗車券機能以外の相互利用に対応しないなど一部の機能に制約がある。
種類としては、交通利用/電子マネー利用に特化した「PiTaPaベーシックカード」と、商業施設等が発行するクレジットカードとの一体型（または同梱型）カードであるPiTaPa提携カードに大別される。
静岡鉄道や奈良交通、神姫バス、水間鉄道、大阪空港交通、江若交通、阪堺電気軌道、西日本JRバス、岡山地区のバス・鉄道事業者（岡山電気軌道・下津井電鉄・両備ホールディングス・中鉄バス）のように「スルッとKANSAI」のプリペイド磁気カードや、PiTaPa対応カードを発行せず、PiTaPaのみを導入する事業者（自社エリアでの申し込みはベーシックカードや、三井住友カード・青山キャピタルなど、鉄道系でないPiTaPa提携カードで対応）、PiTaPaに対応しつつ独自のICカード（神姫バスのNicoPa、岡山地区のHareca、奈良交通のCI-CAなど）を発行する事業者（これらのカードは制度上、回数乗車券としてプレミアムのチャージ付与などがあるため）もいる。
乗車券・電子マネー以外の利用例としては、FeliCaのメモリー分割機能を用いて、プライベート領域に個人認証機能を搭載した入退館管理機能付きPiTaPaが、大阪府の池田市役所で導入されている。また、FeliCaポケット機能を利用しているOSAKA PiTaPaの「楽楽ポケット」では、大阪市内の一部新築マンションで部屋の鍵（IC錠）として採用する例もある。
京都市北区にある私立の立命館小学校では、同校に通学する児童生徒の安全対策としてPiTaPaのシステムを活用した児童証を導入
(表面に従来のPiTaPaのデザインにこども用と記載されたもので裏面に児童証が記載されているものとなっている)在学する生徒に発行され、登下校時の校舎への出入りの際に読み取り装置に認識させるための入･退用として使われる他、登下校中の交通機関利用の際における改札の入出場時の把握、在学生徒の通学状況の所在が確認できるなど、安全を考慮した制度運用をおこなっている。
また、旧大阪市交通局（現大阪市高速電気軌道）では、職員の出退勤管理システム用のICカードとして、交通局から貸与されるICカードを使用するか、個人で利用しているOSAKA PiTaPaを使用するかが選択できるようになっている。この場合、個人で利用しているOSAKA PiTaPaを使用すると申告した場合には、交通局からは出退勤管理システム専用のICカードは貸与されない。
2017年7月現在、おサイフケータイには対応していない。これについては、Felicaと携帯電話を連動させたチャージや残金確認の機能はPiTaPaに必要ないため、おサイフケータイ対応する動機に乏しいが、公共交通機関利用を促進するサービスを提供する手段としてPiTaPaがおサイフケータイに対応する可能性はあるとのスルッとKANSAIのコメントがある。

### ポストペイ方式の採用
前述の通り、PiTaPaは導入に当たってプリペイド方式ではなくポストペイ方式を採用している。この理由について、ITmediaが2006年にスルッとKANSAI PiTaPaビジネスサークルコアリーダー執行役員（当時）の松田圭史にインタビューした記事によると、1999年にSuicaが発表されたことを踏まえてICカードの導入を検討するに当たって、そのタイミングがスルッとKANSAI（磁気式プリペイドカードシステム）の導入を開始した1996年のわずか3年後であったことから、Suicaのようにシステム全体をプリペイドICカード対応に改めるフルスペックでのシステム導入は「スルッとKANSAI」システムとの二重投資となってしまうこと、同様にIC乗車券を導入していた香港の八達通（オクトパス）がオートチャージやポストペイの仕組みを導入していたことを踏まえ、投資コストを実質「自動改札機の改修のみ」とすることでフルスペックでの導入に比べて2割程度まで抑えるべく、プリペイド方式の「スルッとKANSAI」システムと両存させることを前提にポストペイ方式による別のシステムを導入した、と説明している。また、チャージの手間や残高の管理が面倒と感じる顧客の不満や、利用頻度に応じた割引サービス導入の要望もあり、これに対応させることもPiTaPaの導入につながっているとも説明している。
ポストペイ方式を採用していることから、PiTaPaは法的にクレジットカードに分類される。2009年12月の割賦販売法の改正に伴い、以降はPiTaPaベーシックカードをはじめとするPiTaPaそのものが同法の適用対象となり、発行元であるスルッとKANSAIが信用情報機関に加盟したほか、PiTaPaの重複発行禁止、引き落とし遅延時の遅延損害金計算率の見直しが行われている。
カードの発行（入会審査）に当たっては指定信用情報機関（シー・アイ・シー）を通じて信用情報の審査が行われ、審査結果によっては発行が行われないことがある。システム開発は三井住友カードが行っており、同社が審査や与信業務に関する業務を請け負っている。なお、一定額の保証金を予納することで与信審査を必要としない「保証金預託制PiTaPaベーシックカード」も用意されていたが、（ETCパーソナルカードと同様の仕組み）2022年3月31日をもって新規の受付、ならびに家族カードの追加申込の受付を終了したため、PiTaPaは実質ポストペイ方式一択となり、既存の利用者を除きポストペイ方式以外での利用ができなくなった。保証金預託制PiTaPaの新規受付終了後はチャージ型で利用のICOCAが推奨されている。
利用限度額は全ての会員で一律固定となっており、交通サービスでの利用が1か月150,000円まで（割引を適用する前の運賃合計額）、ショッピングや施設での利用が1か月50,000円（1日に利用可能な額は30,000円まで）の計200,000円となっている。それぞれ1か月の限度額は本会員・家族会員の合算額での算出となる。利用代金の支払（引き落とし）は全て一括払いのみで、利用代金は毎月1日 - 末日の実績を集計し、翌月25日頃に請求書が郵送され（提携カードによっては手数料100円（税抜）が掛かる。PiTaPa倶楽部で解除可能）、翌々月10日に指定の口座から引き落とされる。また、1年間全く利用がない場合は維持管理料として1,000円（税抜）が請求される。尚、PiTaPa以外の別のクレジット機能（VISAなど）が付帯しているカードについては、その分に関わる手数料や限度額については、各カード会社が別途設定した額となり、それらの利用代金はPiTaPaとは別の枠であり、請求も別となる。
2017年3月31日にスルッとKANSAI（磁気式プリペイドカード）の共通利用が終了となることが発表されると、「ICOCA と PiTaPa との連携サービスの拡大」として大阪市交通局（当時）や南海電気鉄道など10社局がスルッとKANSAIの共通利用終了に前後してプリペイドカードおよび定期券としてJR西日本のICOCAを導入。一方で、2018年10月1日から近畿圏のICOCAエリアでPiTaPaのポストペイサービスを開始しており、「プリペイドはICOCA、ポストペイはPiTaPa」という棲み分けが行われるようになっている。一方で2021年時点で発行枚数約2500万枚のICOCAが会員数約330万人のPiTaPaを大幅に上回っている。
なお、PiTaPaのカードそのものにもプリペイド機能は搭載されているが、交通系ICカード全国相互利用サービスによる他ICカードエリアでの利用のために用意されているのみであり、PiTaPaエリア内ではプリペイド機能の利用は原則行われていない。2007年9月に大阪市が導入したPiTaPa仕様の敬老優待乗車証、および2008年10月に神戸市が導入した敬老パスでプリペイド利用ができるが、それ以外のPiTaPaエリア内でのプリペイド利用は行われていない。

### ハウスICカードの導入
2006年に神姫バスにてNicoPaを導入したのを先駆けに、各社オリジナルのIC乗車券（ハウスICカード）を導入し、PiTaPaを重複導入することにより、ICOCAとの相互利用、または全国ICカード相互利用に対応している事業者がある。また各ハウスICカードでIC定期券を導入している社も多い。事情には各社、プリペイド式の導入（PiTaPaはポストペイ）、顧客の囲い込み、オリジナルの割引やプレミアム、ポイントサービスなどを展開するためである。各ハウスICカードは、各カードエリアのみの利用で、PiTaPaエリアやICOCAエリアなど、他エリアでは利用できない。2025年4月現在のPiTaPaエリア内でのハウスICカード導入は下記の通り。
| カード名       | 発行時期               | エリア・事業主体                     |
| -------------- | ---------------------- | ------------------------------------ |
| NicoPa         | 2006年2月              | 神姫バス                             |
| Hareca         | 2006年10月             | 岡山地区各社（中鉄バスの一部路線）   |
| CI-CA          | 2007年4月              | 奈良交通                             |
| LuLuCa         | 2007年9月              | 静岡鉄道、しずてつジャストライン     |
| Itappy         | 2008年4月              | 伊丹市交通局                         |
| らんでんカード | 2011年4月              | 京福電気鉄道                         |
| hanica         | 2012年4月              | 阪急バス・阪神バス・尼崎交通事業振興 |
| emica          | 2016年4月              | 三重交通グループ各社                 |
| なっち         | 2016年10月 - 2025年3月 | 南海バスグループ                     |
| Tsukica        | 2018年10月             | 高槻市交通部                         |
| kinoca         | 2020年4月              | 和歌山バスグループ                   |

### イメージキャラクター
2013年3月当時、全国相互利用サービスを導入した10種のICカードの中で唯一、共通の公式キャラクターが設定されていなかったため、導入記念で発行された各社の限定カードでは、ICOCA（カモノハシのイコちゃん）やSuica（ペンギン）などの各カードのオリジナルキャラクターが一つの横断幕を持って練り歩くというデザインであったが、PiTaPaのみイメージカラーの紫色の風船しか描かれなかった。なお、スルッとKANSAI協議会が発行する前払い式の磁気カード「スルッとKANSAI」には「スルットちゃん」という共通キャラクターが存在し、3月23日に東京駅で行われた相互利用開始記念セレモニーにも出席したが、こちらはスルッとKANSAI協議会の組織としてのキャラクターであり、広報誌や磁気カードを中心に使用されている。PiTaPa導入事業者が独自発行するPiTaPa機能付きカードによっては、独自のキャラクターが存在する（大阪市交通局発行の「OSAKA PiTaPaカード」の「ぴたポン!」、南海電鉄発行の「minapitaカード」の「minamo」、神戸市交通局など発行の「KOBE PiTaPaカード」の「ピットン」と「パタピー」など）。
その後、PiTaPa導入10周年の2014年に、忍者のキャラクターが制定され、同年8月1日には公募の結果、名称は「ぴたまる」に決定した。
| イメージキャラクター | カード            | モチーフ | 備考 |
| -------------------- | ----------------- | -------- | --- |
| ぴたまる             | PiTaPa            | 忍者     | 運用開始10周年の2014年にお披露目され、交通系ICカードのマスコットとしてはかなり遅めであった。                                             |
| ぴたポン             | OSAKA PiTaPa      | タヌキ   | |
| きっぴぃ             | KIPS PiTaPaカード | 星       | 近鉄ポイントプログラム（きっぴぃポイント）のイメージキャラクターとして使用されたが、KIPSポイントサービスに移行した2011年以降使用されず。 |
| minamo               | minapita          | マリモ   | 8匹組。近年使用されず。 |
| ピットン             | KOBE PiTaPa       | （未詳） | |
| パタピー             | KOBE PiTaPa       | 鳥       | |

## 相互利用

相互利用関係（クリックで拡大）

2006年1月21日から、JR西日本のICOCAと交通機関での利用に関して相互利用を開始した。当初、ICOCAエリアで使用する場合はシステムの関係上PiTaPaのポストペイ機能の適用外となり、あらかじめPiTaPaへのチャージ（入金）が必要となる。なお、相互利用の開始に併せてオートチャージ機能（登録が必要）を搭載している。これはPiTaPaエリアの自動改札機にタッチした時点でプリペイド分の残高が1,000円以下であれば2,000円が自動的にチャージ（小児用はそれぞれ半額）されるもので、この料金は他のPiTaPaの利用と同様に後日請求される。またICOCAエリアではICOCAと同様にチャージできる。
その他の交通系ICカードとの相互利用については、Suica（JR東日本など）とは2004年度から検討していたが、2010年12月20日にKitaca（JR北海道）・PASMO（関東地方）・TOICA（JR東海）・manaca（中京圏）・SUGOCA（JR九州）・nimoca（西日本鉄道など）・はやかけん（福岡市交通局）と共に相互利用に向けた検討を行う事が発表され、2011年5月18日に2013年春の相互利用開始に合意したと発表、2013年3月23日より、交通利用（鉄道・バス）において、事前にチャージしたプリペイド部分での決済による「全国相互利用サービス」を開始した。
なお、相互利用に当たってはプリペイド方式を採用している他社との決済システムの違いから乗車券部分のプリペイド利用に限定され、ショッピングサービス（電子マネー）としての相互利用は行われていない。
JR西日本との間では、2017年9月に近畿圏のICOCAエリアでPiTaPaでのポストペイ決済導入計画が発表され、2018年10月1日より近畿圏のICOCAエリアでのポストペイサービスを開始した。

## 歴史
- 2001年7月4日 スルッとKANSAI協議会が2003年度以降のICカード導入を発表。
- 2002年4月18日 ICカードの業務委託先が日立製作所およびJCBに決定したと発表。
- 2003年
  - 2月25日 ICカードの名称が「PiTaPa（ピタパ）」に決定。
  - 3月 天神橋筋商店街などでショッピング実験を実施。
  - 7月10日 PiTaPaの業務委託先を日立製作所およびJCBから日本総合研究所および三井住友カードに変更したと発表。
- 2004年
  - 1月 関係者限定によるテスト運用を開始。
  - 3月27日 先行会員によるモニター試験開始。
  - 8月1日 本サービス開始[1]。阪急電鉄・能勢電鉄・京阪電気鉄道で利用が可能。PiTaPaグーパスのサービス開始。
  - 10月1日 ショッピング（電子マネー）機能のサービスを200店舗で開始[2]。
  - 11月9日 近畿コカ・コーラボトリング（現：コカ・コーラボトラーズジャパン）と提携し、PiTaPa対応の飲料自動販売機の設置開始。
- 2005年
  - 4月11日 会員数が10万人を突破したと発表。
  - 9月1日 あんしんグーパスのモニター試験開始。
  - 11月17日 入退館管理機能付きPiTaPaカードを大阪府池田市役所向けに発行。
- 2006年
  - 1月10日 あんしんグーパスの本格サービス開始。
  - 1月21日 JR西日本のICOCAと相互利用開始、ICOCAエリアで利用が可能に（ショッピングは除く）。
  - 2月1日 大阪市交通局・阪神電気鉄道・大阪モノレール・北大阪急行電鉄・阪急バス（猪名川営業所・清和台営業所）が追加導入。神姫バス（NicoPaエリア）が一部エリアより導入開始。
  - 7月1日 南海電気鉄道・大阪府都市開発（現在の泉北高速鉄道）・山陽電気鉄道・神戸新交通と神戸高速鉄道受託路線で追加導入。保証金預託制PiTaPa導入。阪急電鉄・能勢電鉄・阪神電気鉄道・北大阪急行電鉄でIC定期券サービス開始。
  - 9月7日 サントリー・サントリーフーズと提携し、PiTaPa対応の飲料自動販売機の設置開始。
  - 9月25日 会員数が50万人を突破したと発表。
  - 10月1日 関西エリアの神戸市交通局（地下鉄のみ）・北神急行電鉄・大阪空港交通（路線毎に順次）が追加導入。岡山エリアの岡山電気軌道・両備バス・下津井電鉄（いずれもHarecaエリア）と片利用サービス開始。
  - 10月20日 神姫バスの全線（一部を除く）と神姫ゾーンバスでも片利用サービス開始。
- 2007年
  - 4月1日 近畿日本鉄道（一部の路線を除く）・京都市交通局（地下鉄のみ）・京阪電気鉄道の大津線・神戸電鉄・奈良交通（路線・営業所ごとに順次）・エヌシーバスがサービス開始。名古屋市大須商店街でショッピングサービス開始。
  - 9月1日 神戸市交通局（地下鉄のみ）・北神急行電鉄・山陽電気鉄道（鉄道のみ）・神戸電鉄・神戸新交通と神戸高速鉄道受託路線でIC定期券サービス開始。静岡エリアの静岡鉄道・しずてつジャストライン（LuLuCaエリア）でサービス開始。
  - 10月1日 京阪バスが路線・営業所ごとに順次導入
- 2008年
  - 3月1日 阪急田園バス・京阪京都交通が全路線・営業所（一部を除く）で導入。
  - 3月25日 会員数が100万人を突破したと発表。
  - 4月1日 伊丹市交通局・高槻市交通部で導入。
  - 7月22日 中鉄バス（Harecaエリア）が岡山電気軌道との共同運行路線（岡山空港リムジンバスを除く）で片利用サービス開始（システム上は岡電バス扱い。）。
  - 9月1日 神戸市交通局（バス）、神戸交通振興（山手線バス）で導入。
  - 10月 大韓民国のロッテカードと提携し、日本国外で初めて同国でPiTaPaを発行開始[22]。
  - 10月1日 阪神電鉄バス・阪神バス・神鉄バス（星和台営業所路線のみ）で導入。
- 2009年
  - 3月20日 阪急、阪神 - 神戸高速 - 山陽など3系統で3社連絡定期発売開始。
  - 4月1日 山陽電鉄バスで導入。
  - 6月1日 水間鉄道（鉄道・バス）で導入[23]。
- 2010年
  - 3月1日 京阪バスの大阪地区の全営業所管轄の路線バスに導入。
  - 10月1日 神戸高速鉄道受託路線が第二種鉄道事業者の路線に移管され、神戸高速鉄道としての取り扱い終了。
- 2011年
  - 3月1日 京阪バスの山科営業所と大津営業所管内の路線バスに導入。これにより、同社管轄の全路線バスでの利用が可能になった。
  - 4月1日 京福電気鉄道（嵐電）の嵐山本線と北野線に導入[24]。
  - 11月1日 江若交通の堅田営業所管内の路線に導入（一部路線を除く：システム上は京阪バス扱い）。
- 2012年
  - 3月1日 ポーアイキャンパス線バス（神戸交通振興・神姫バスの共同運行）に導入[25]。
  - 3月17日 旧明石市営バス路線（神姫バス・山陽バス両社移管分）に導入。
  - 12月1日 阪神電気鉄道 - 近畿日本鉄道連絡定期発売開始（阪神はPiTaPa定期券、近鉄はICOCA定期券として発売）[26]。
- 2013年
  - 3月23日　「全国相互利用サービス」開始。Kitaca・Suica・PASMO・TOICA・manaca・SUGOCA・nimoca・はやかけん、の各カードエリアでの交通サービスの相互利用（鉄道・バス各事業者での、事前のチャージによるプリペイド利用：一部対象外の事業者あり）を開始した。ショッピングは対象外。
- 2014年
  - 3月1日 神戸新交通での「全国相互利用サービス」開始[27]。
  - 3月21日 山陽電気鉄道での「全国相互利用サービス」開始[28]。
  - 4月1日 阪堺電気軌道全線[29]と、南海バス堺営業所・東山営業所管内[29]の路線バスに導入（南海ウイングバス金岡の運行分を含む）[30]。全国相互利用サービスも開始。
  - 12月24日 京都市営バスに導入。同日「全国相互利用サービス」も開始[31]（システム上、京都市営バスと京都市営地下鉄が一体となった京都市交通局の扱い。）
- 2015年
  - 3月1日 京都京阪バスに導入[31][注釈 4][32]。なお、PiTaPaとICOCAを除くIC乗車カード「全国相互利用サービス」はこの時点では実施されなかった。
  - 3月3日 神戸電鉄と北神急行電鉄での「全国相互利用サービス」開始。
  - 3月14日 西日本JRバス金沢営業所（金沢地区路線バス）において、バス20台に対応機器を搭載[33]して導入、「全国相互利用サービス」も開始。北陸では初となる。
  - 4月1日 近鉄バスに導入[31][注釈 5][34]。同日、南海バス泉北・光明池・河内長野各営業所管内の路線バスにも導入。両社とも同時に「全国相互利用サービス」も開始。
  - 4月17日 高槻市交通部での「全国相互利用サービス」開始[35]。
  - 9月18日 西日本JRバスの若江線において導入、「全国相互利用サービス」も開始。福井県では初となる。
  - 10月23日 西日本JRバスの高雄・京北線において導入、「全国相互利用サービス」も開始。
  - 11月1日 京都バスに導入、同日「全国相互利用サービス」も開始[36]。（システム上は京都市交通局扱い[注釈 6]。）
- 2016年
  - 2月1日 この日より順次 近畿日本鉄道のICカード自動券売機でチャージ残額で切符の購入が可能に（ポストペイ対象外）。
  - 3月16日 叡山電鉄に導入[37]、同日、「全国相互利用サービス」も開始。
  - 3月20日 尼崎交通事業振興に導入。
  - 4月1日 三重交通と系列の三交伊勢志摩交通、三重急行自動車、八風バス[38]、および南海バス空港営業所、南海ウイングバス南部に導入。さらに同日より、大阪空港交通、阪急バス、阪急田園バス、阪神バス、京阪バス、京都京阪バス、京阪京都交通、江若交通、神姫バス、神姫グリーンバス、ウエスト神姫、神姫ゾーンバス、奈良交通、エヌシーバス、尼崎交通事業振興、神鉄バス以上各社でIC乗車カード全国相互利用サービスを開始。
  - 6月10日 能勢電鉄で全国相互利用サービス開始。
  - 10月1日 西日本JRバス、及び神姫バスが運行している、中国ハイウェイバスで利用開始。併せて「全国相互利用サービス」開始。
  - 11月30日 会員数が300万人を突破したと発表。
  - 12月1日 西日本JRバス及び本四海峡バス運行の淡路島発着高速バス（大磯号・かけはし号・くにうみライナー）で導入[39]。
- 2017年
  - 4月1日 京都市交通局、京都バスで同一カードを利用した場合の乗継割引サービスを導入[注釈 7]。
  - 4月15日 神戸市バスと神戸交通振興で「全国相互利用サービス」開始。
  - 10月1日 岡山電気軌道（鉄道・バスともに）、両備バス、中鉄バス（岡電バスとの共同運行で国道53号運行路線に限る）、下津井電鉄で「全国相互利用サービス」開始。
- 2018年
  - 3月28日 関西空港交通で導入。
  - 4月1日 大阪市交通局が鉄軌道事業（地下鉄・ニュートラム）を大阪市高速電気軌道（Osaka Metro）に、バス事業を大阪シティバスに譲渡。PiTaPaは引き続き利用可能。
  - 10月1日 JR西日本（近畿圏エリア）においてポストペイサービス導入およびPiTaPa割引サービス適用開始。
- 2019年
  - 7月1日 阪急田園バスが阪急バスに吸収合併。PiTaPaは引き続き利用可能。
- 2020年
  - 3月14日 南海りんかんバスで導入。
  - 3月23日 伊丹市交通局で「全国相互利用サービス」開始。
  - 4月1日 淡路交通（神戸 - 淡路島間の高速バスのみ）、和歌山バス、和歌山バス那賀で導入。
  - 5月31日 北神急行電鉄が第二種鉄道事業を終了し、神戸市交通局に事業譲渡。PiTaPaは引き続き利用可能。
- 2021年
  - 3月16日 山陽バスで「全国相互利用サービス」開始。
- 2022年
  - 4月1日 神戸交通振興がバス事業を神姫バスに譲渡し解散。となる。同日、南海ウイングバス南部が南海ウイングバス金岡を合併し、南海ウイングバスとなる。いずれもPiTaPaは引き続き利用可能。
  - 7月1日 大阪空港交通と阪急観光バスが合併され、(新)阪急観光バスとなる。PiTaPaは引き続き利用可能。
- 2023年
  - 3月13日 名阪近鉄バスで導入[40]。
- 2025年
  - 3月22日 ヤサカバスで導入。
  - 4月1日 泉北高速鉄道が南海電気鉄道に吸収合併。PiTaPaは引き続き利用可能。

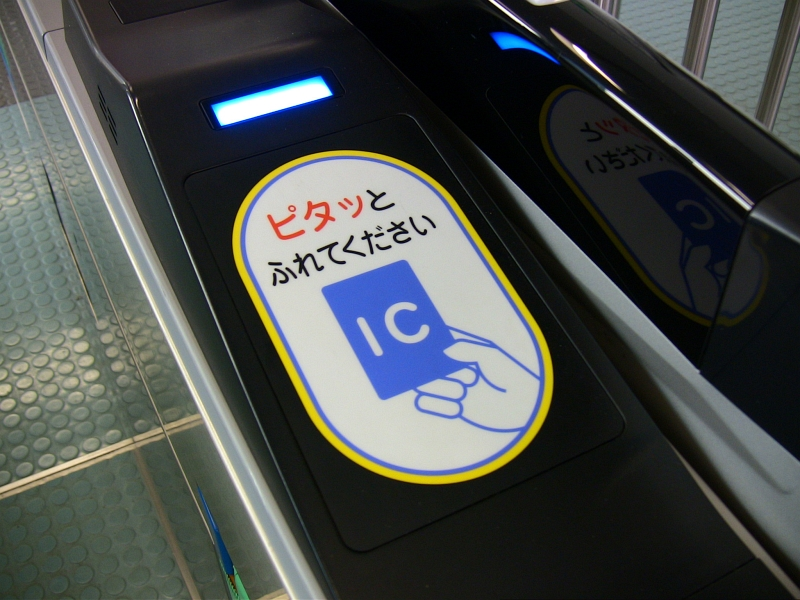
リーダー・ライターの一例
（ポートライナーポートアイランド南駅（撮影時）にて）

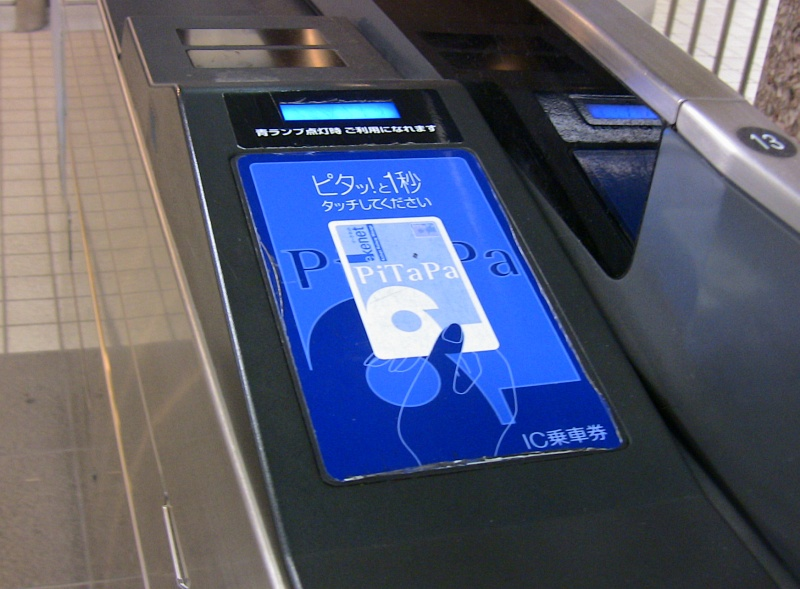
リーダー・ライターの一例
（京阪淀屋橋駅にて）

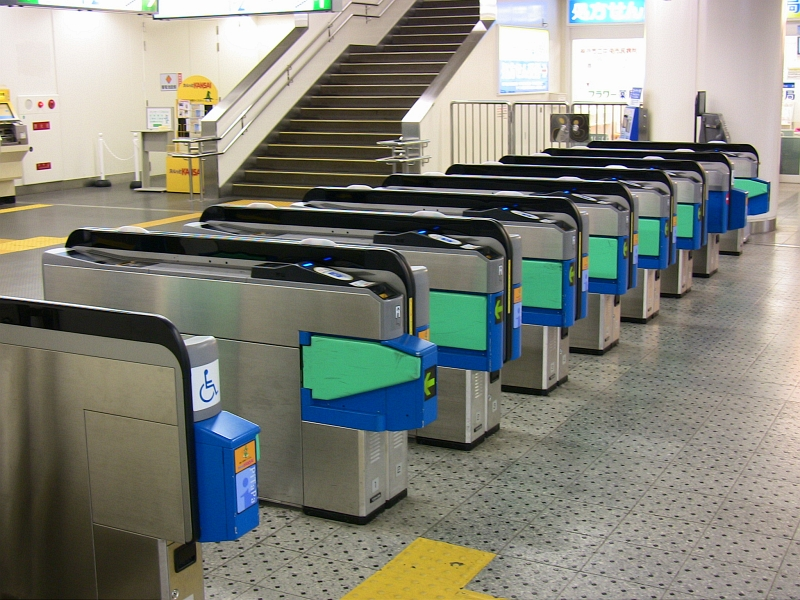
すべての改札機がPiTaPa対応になった、ポートライナー三宮駅の改札口（2006年9月ごろの様子）。改札機の下部の "IC" 表記がなくなっている。

### ポストペイでの利用路線
全国相互利用サービス対応交通事業者には◆印を付している。また、ハウスICカードを導入している事業者には、角括弧内にハウスICカードの名称を付している。

#### 近畿・中京圏
- 阪急電鉄◆
- 能勢電鉄（かつて運行していたケーブル線・リフトでは利用できなかった）◆
- 京阪電気鉄道（京阪鋼索線（石清水八幡宮参道ケーブル）を含む）◆
- 京福電気鉄道（嵐電）◆[らんでんカード]
- 叡山電鉄◆（2016年3月16日より導入）
- 大阪市高速電気軌道 (Osaka Metro) （地下鉄・ニュートラム）◆
- 北大阪急行電鉄◆
- 大阪モノレール◆
- 阪神電気鉄道◆
- 近畿日本鉄道（西信貴鋼索線を含むが、生駒鋼索線・葛城索道線を除く）◆
- 南海電気鉄道（南海鋼索線 (高野山ケーブル）を含む）◆
- 阪堺電気軌道◆
- 水間鉄道◆
- 山陽電気鉄道◆
- 神戸新交通◆
  - ポートライナー・六甲ライナー
- 神戸市交通局◆
  - 地下鉄・市バスの全線
- 神戸電鉄◆
- 京都市交通局◆
  - 地下鉄・市バス
- 大阪シティバス（旧市バス区間のみ）◆
- 阪急バス◆[Hanica]
  - 路線バス全線（西谷出張所管内の路線（旧阪急田園バス）を含む）
- 阪急観光バス◆
  - 大阪空港・関西空港[41]（2016年4月1日より。2016年8月現在、京都線・茨木線を除く）発着の自社と共同運行の阪神バス担当便のみ。
- 京阪バス◆
  - 路線バス全線
- 京都京阪バス◆
- 京阪京都交通◆
  - 路線バス全線
- 江若交通◆
  - 堅田営業所管内の路線（一部を除く：システム上では京阪バス扱い）
- 高槻市交通部◆[Tsukica]
- 阪神バス◆[Hanica]
  - リムジンバスについては、2013年9月10日より大阪空港発着（システム上では阪急観光バス（旧大阪空港交通）扱い）、2016年4月1日より関西空港発着便（2016年8月現在、関空 - USJ線を除く）の自社と共同運行の阪急観光バス（旧大阪空港交通）担当便で使用可能となった[42]。
  - 神姫バスと共同運行の大阪三田線（システム上では神姫バス扱い）を含む[43]。この路線のみNicoPaが利用可能。
- 南海バス◆[なっち]
- 南海ウイングバス◆[なっち]
- 南海りんかんバス◆[なっち]（2020年3月14日より導入）
- 関西空港交通◆
- 神鉄バス◆
  - 星和台営業所管内の路線のみ
- 山陽バス◆
  - 塩屋北町線、明石市コミュニティバス、高速線は利用不可
- 奈良交通◆[CI-CA]
- エヌシーバス◆[CI-CA]
- 神姫バス◆[NicoPa]
  - 旧神戸交通振興（山手線・ポーアイキャンパス線。システム上では神戸市バス扱い）を含む[25][43]
- 神姫ゾーンバス◆[NicoPa]
- ウイング神姫◆（一部路線のみ）[NicoPa]
  - 粟賀営業所管内の路線、山崎営業所管内の一部路線（しーたんバス）は利用不可
- 伊丹市交通局◆[Itappy]
- 近鉄バス◆
  - 一般路線バス、及び八尾 - 京都間の高速バスに2015年4月1日より導入。
- 京都バス◆（2015年11月1日より導入。システム上では京都市営バス扱い）
- 尼崎交通事業振興◆[Hanica]（2016年3月20日より導入。システム上では阪神バス扱い）
- 三重交通◆[emica]（2016年4月1日より導入）
- 三交伊勢志摩交通◆[emica]（2016年4月1日より導入）
- 三重急行自動車◆[emica]（2016年4月1日より導入）
- 八風バス◆[emica]（2016年4月1日より導入）
- 本四海峡バス◆（2016年12月1日より導入。システム上では西日本JRバス扱い）
  - 淡路島・有馬温泉発着高速バスのみ
- 淡路交通◆（2020年4月1日より導入）
  - 神戸-淡路島間の高速バスのみ（システム上では神姫バス扱い）[43]
- 和歌山バス◆[kinoca]（2020年4月1日より導入）
- 和歌山バス那賀◆[kinoca]（2020年4月1日より導入）
- 名阪近鉄バス◆（2023年3月13日より導入。システム上では三重交通扱い）
  - 路線バス全線
- ヤサカバス◆（2025年3月22日より導入）

#### 静岡
- 静岡鉄道◆[LuLuCa]
  - 電車全線（日本平ロープウェイを除く）
- しずてつジャストライン◆[LuLuCa]
  - 路線バス全線（大規模催事輸送の臨時シャトルバス・竜爪山線デマンドバス「りゅうそう号」・定期観光バス・県外高速線を除く）。同社受託の自治体自主運行路線（コミュニティバス）など、詳細な取扱路線はLuLuCaの項を参照。

#### 岡山
- 岡山電気軌道◆[Hareca[注釈 2]]
  - 電車・岡山空港リムジンバス、路線バス全線
- 両備ホールディングス（両備バス）◆[Hareca]
  - 路線バス全線
- 下津井電鉄◆[Hareca]
  - 岡山空港リムジンバス、路線バス全線
- 中鉄バス◆[Hareca]
  - 中鉄バス、岡電バス共同運行路線（岡山空港リムジンバス、全国相互利用サービスでは国道53号運行路線に限る。システム上では岡電バス扱い。）3路線
  - 中鉄バス、下電バス共同運行路線（岡山空港リムジンバス、システム上では岡電バス扱い。）

#### JRグループ
- 西日本JRバス◆
  - 金沢営業所管内、若江線、高雄・京北線、園福線（2016年10月1日より中国ハイウェイバス、同年12月1日より淡路島発着路線、2017年4月1日より有馬温泉発着路線）のみ
- 西日本旅客鉄道◆（2018年10月1日より下記の区間でポストペイ導入開始[注釈 8]。2023年4月1日現在のエリアはICOCA#利用可能エリアを参照。）
  - 大阪環状線：全駅
  - 桜島線（JRゆめ咲線）：全駅
  - 東海道本線（琵琶湖線・JR京都線・JR神戸線）：米原駅 - 神戸駅
  - 北陸本線（琵琶湖線）：米原駅 - 近江塩津駅
  - 山陽本線（JR神戸線）：神戸駅 - 相生駅
  - 山陽本線支線（和田岬線）：兵庫駅 - 和田岬駅
  - 福知山線（JR宝塚線）：尼崎駅 - 篠山口駅
  - JR東西線：全駅
  - 片町線（学研都市線）：全駅
  - おおさか東線：全駅
  - 関西本線（大和路線）：加茂駅 - JR難波駅
  - 奈良線：全駅
  - 山陰本線（嵯峨野線）：京都駅 - 園部駅
  - 関西空港線：全駅
  - 阪和線（羽衣線を含む）：全駅
  - 湖西線：全駅
  - 赤穂線：相生駅 - 播州赤穂駅
  - 和歌山線：王寺駅 - 五条駅
  - 桜井線（万葉まほろば線）：全駅
  - 草津線：全駅
  - 加古川線：加古川駅 - 西脇市駅

### チャージでの利用路線
いずれも交通利用（鉄道・バス）でのみ可能であり（一部に対象外の事業者あり）、ショッピングサービスは対象外である。
- 西日本旅客鉄道・四国旅客鉄道・あいの風とやま鉄道・IRいしかわ鉄道（ICOCAエリア。近畿圏エリア内の駅相互間でのチャージでの利用は2018年9月30日まで実施）
  - 広島県内民鉄・バス事業者（PASPYエリア。2018年3月17日から片利用）
  - 高松琴平電気鉄道ほか（IruCaエリア。2018年3月3日から片利用）
- 北海道旅客鉄道（Kitacaエリア。2013年3月23日から）
- 東日本旅客鉄道ほか（Suicaエリア。2013年3月23日から）
  - 新潟交通（りゅーとエリア。2013年3月23日から片利用）
  - 札幌市交通局ほか（SAPICAエリア。2013年6月22日から片利用）
  - 仙台市交通局ほか（icscaエリア。2016年3月26日から片利用）
- パスモ（首都圏民鉄・バス事業者）（PASMOエリア。2013年3月23日から）
- 東海旅客鉄道・愛知環状鉄道（TOICAエリア。2013年3月23日から）
- 名古屋鉄道（名鉄）・名古屋市交通局ほか（manacaエリア。2013年3月23日から）
- 九州旅客鉄道ほか（SUGOCAエリア。2013年3月23日から）
  - 熊本県内民鉄・バス事業者（熊本地域振興ICカードエリア。2016年3月23日から片利用）[注釈 9]
  - 長崎自動車グループ（エヌタスTカードエリア。2020年2月16日から片利用）
- 西日本鉄道（西鉄）ほか（nimocaエリア。2013年3月23日から）
- 福岡市交通局（はやかけんエリア。2013年3月23日から）

### 履歴表示・印字について
PiTaPaおよびICOCAの使用履歴・SF残額（チャージ金額）履歴を印字・表示することができる（ただし、消去された履歴は印字・表示できない）。
PiTaPa加盟社局の駅の自動券売機などで、直近20件までの履歴を表示・印字でき、カードに履歴が残っている場合は何度でも印字できる。ただし、利用から26週間を経過した履歴は印字されない（阪急など一部の事業者では26週間を経過した履歴も印字できる）。これは、ICOCA加盟社局でも同様である。これに加えて、ICOCA加盟社局では、窓口に申し出ることで、50件までの履歴を得ることができる。
また、履歴印字は、カードの種類や、印字した事業者に関わらず、ほぼ同一の内容が印字される。内容は、利用月日・利用種別（入場・出場・バス等の利用など）・利用駅（バス利用時は社局名）・残額である。このうち、利用駅名は、PiTaPaエリアで印字した場合、社局名2文字+駅名3文字（例 : 「JR西京都」、「阪急梅田」）で印字される。一方、ICOCAエリアで印字した場合、社局名英字半角2文字+駅名2文字（例 : 「OC梅田」、「KC京都」）で印字される。最近開業した駅では、印字した事業者によって駅名の部分が「＊＊＊」となって表示されない場合がある。
南海・泉北高速など一部の事業者では、自社線のみ使用駅名が表示される事業者も存在する。Osaka Metro・京阪など一部の事業者では、全国の相互利用事業者の利用駅名の表示・印字に対応している券売機がある。このように、履歴の表示・印字に関しては、PiTaPa加盟社局間での足並みが統一されていない部分が存在する。

## 利用割引

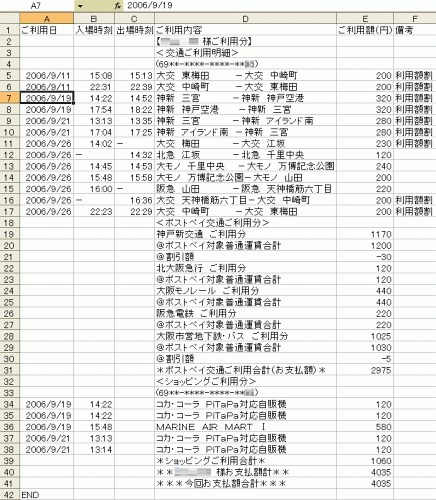
PiTaPa利用明細を会員サイトからCSV形式で保存し、表計算ソフトで読み込んだもの。割引の詳細や、入・出場時刻が正確に把握でき、交通費精算などに利用できる。

### 交通料金割引
PiTaPaはポストペイ（後払い式）のため、利用実績により割引額を決めることが可能である。これを利用して下記のように各社でいろいろな割引サービスを実施している。
これらの割引は利用した交通機関によって決まり、使用したカードの種類には関係ない。例えば、「STACIAカード」で大阪市営地下鉄を利用した時は、大阪市交通局の「利用額割引・フリースタイル（2008年3月1日に「利用額割引」から改称）」が適用される。PiTaPaと相互利用しているだけのICOCA等を使用した場合には、これらの割引サービスは適用されない。
当初設定された割引サービスは割引率の一部で問題があったが、IC定期券の登場で後者は解決しつつある（ただし大手私鉄では京阪や近鉄、また大阪市交通局などでは導入されていない）。
- 利用額割引（事前登録不要）
  - 1か月の利用額に応じて自動的に割引が適用されるサービス。例えば大阪市交通局では1,000円を超えた利用額（2010年10月1日からは1回目の乗車）から割引が適用されるので、利用頻度がそれ程高くなくても割引が受けられる（逆に、通勤などで高い頻度で使う場合は通常定期券の方が得になる）。
  - このサービスは社局毎の利用額に対して各社局の割引率により割引が行われる※。なお、Harecaエリア、LuLuCaエリアはそれぞれ1つの社局とみなされ、「Hareca導入4社での利用額の合算」「静鉄グループ2社での利用額の合算」に対して割引が適用される。
  - 大阪市交通局では、学生向けに一般の利用額割引よりも割引率の高い「学生割引」サービスを用意している。天神橋筋六丁目駅を除く大阪市交通局定期券発売所での事前登録が必要である。2008年3月1日からは、新たに地下鉄の利用駅を指定・登録することで、対象となる利用分は6か月定期券の1か月分相当の価格を上限として、運賃を引き落とすサービスの「利用額割引・マイスタイル」も始まった。
  - ※利用額割引が使用できる全社局の合計利用額ではなく、社局毎の利用額に対して社局毎の割引が適用される。
- 利用回数割引（事前登録不要）
  - 同一運賃区間の乗車回数により自動的に割引が適用されるサービス。割引率などは交通機関によって異なるが、11回目から10%割引になる交通機関が多い。
  - 回数券と異なり、正確に同じ運賃区間でないと適用されない。回数券では、例えば500円区間5回と540円区間6回のような利用の場合、500円区間の11枚回数券と乗り越しによって割引サービスが受けられるが、PiTaPaではこれができない。
- 区間指定割引（事前登録必要）
  - 事前にある1区間を登録しておくと、その区間内を1か月間に何回乗り降りしても1か月定期旅客運賃を超えないサービス。その1か月間の利用料金が1か月定期旅客運賃未満の時は適用されないので、利用回数が少ない時は運賃が節約される。
  - また、1か月定期券を買うよりも3か月定期券を買う方が割安になるのと同様に、一部の事業者にはこのサービスに「連続適用割引」というサービスも同時に適用される。区間指定割引が2か月以上連続して適用された場合は、適用期間に応じて1か月あたりの基準額が割引されるものなどであるが、事業者によって内容は異なる。
- IC定期券（事前申込必要）
  - 磁気定期券と同等の割引を適用。1・3・6か月の各期間で設定。磁気定期券ではできなかった紛失時の再発行が可能。2009年3月20日時点で連絡定期券は、阪急 - 能勢電、阪急 - 阪神、南海 - 泉北など8系統で利用可能。券面表示が必要になるため、単独型や分離型の場合は表面に定期券情報を印字するが、クレジットカード一体型の場合は裏面に印字するようになっており、OSAKA PiTaPa・Aoyama PiTaPaのように裏面に印字スペースのないカードはIC定期券にすることはできない。
  - 神戸地区においては、2007年9月1日から神戸市交通局（地下鉄のみ）、北神急行電鉄、山陽電気鉄道（鉄道のみ）、神戸電鉄、神戸新交通においてIC定期券サービスを開始した。
  - 2025年4月現在、IC連絡定期券は下記の区間で発行されている[44]。なお、会社名の後の△はPiTaPa連絡定期券を発行していないがICOCA定期券を発行していること、×は自社でPiTaPa連絡定期券もICOCA定期券も発行していないことを表す。
    - 阪急・神戸高速・山陽・神鉄の相互間（神戸高速経由の3社連絡含む）
    - 阪神・神戸高速・山陽・神鉄の相互間（神戸高速経由の3社連絡含む）
    - 阪急 - 阪神
    - 阪急 - 能勢電
    - 阪急・阪神・山陽 - 神戸市営（北神線除く）
    - 神鉄 - 神戸市営（湊川連絡または谷上連絡）
    - 阪急・阪神・神戸市営（北神線除く） - 神戸新交通
    - 神戸市営地下鉄 - 神戸市営バス（×阪急バス、×山陽バスについても神戸市営バスとの共同運行路線、共通乗車路線にのみ導入）
    - 神戸市営地下鉄 - ×神姫バス・×神姫ゾーンバス
    - 阪急 - △大阪モノレール・△京阪
    - 阪神 - △近鉄
    - 阪急・阪神・山陽・神鉄・神戸新交通 - △JR西日本
    - 阪急・阪神 - ×JR西日本 - △京阪（3社連絡）
    - 阪急・阪神 - △Osaka Metro
    - 阪急・阪神 - ×Osaka Metro - △京阪（3社連絡）
    - 北大阪急行 - △Osaka Metro・△大阪モノレール
    - 南海 - 阪神
    - 南海 - △近鉄
    - 南海 - △JR西日本
    - 南海 - ×JR西日本 - △京阪（3社連絡）
    - 南海 - △Osaka Metro
    - 南海 - ×Osaka Metro - 阪急・阪神・△近鉄・△京阪（3社連絡）

  - なおJR西日本では、京阪（大津線・鋼索線除く）とのICOCA連絡定期券を2010年5月8日より発売を開始した（JR西日本のICOCAエリア内の各駅で発売）。
  - あわせて京阪でも、ICOCA定期券（京阪線内用、JR西日本線連絡とも）を2011年6月1日より発売を開始した（プリペイドカードのICOCAも同日より発売開始。なお両券の発売、および定期券の利用範囲については、大津線系統の各駅を除く）。
  - さらに近鉄でも、ICOCA定期券（近鉄線内用、JR西日本・京阪・阪神各社連絡、近鉄線 - JR西日本線 - 京阪線3線連絡、近鉄線 - JR西日本線 - 近鉄線3線通過とも：一部路線・区間を除く）を2012年12月1日より発売を開始した（プリペイドカードのICOCA（近鉄グループのポイントカード機能付きのKIPS ICOCAカードも）も同日より発売開始）。2013年3月23日からは、近鉄線 - JR東海線のICOCA定期券も発売を開始した（連絡駅は名古屋駅と桑名駅の両駅のみ：JR東海ではTOICA定期券での発売）。また2014年9月21日からは、近鉄線 - 名鉄線のICOCA定期券も発売を開始した（連絡駅は近鉄・名鉄名古屋駅のみ：名鉄ではmanaca定期券での発売）。
  - 南海は2014年3月14日にJR西日本、近鉄（連絡駅は河内長野駅のみ）との連絡定期券の発売を開始した。南海ではPiTaPa定期券として、JR西日本、近鉄ではICOCA定期券として発売[45][46]。
- 登録型割引（事前登録必要）
  - 事前に登録を行った上で、対象となる交通機関が指定する条件を満たす事により、1か月間（1日 - 末日）の利用額に対し、通常とは異なる割引率が適用されるサービス。支払に上限を設けるサービスや、初めから交通機関が指定する条件を満たす利用について、利用回数に関わらず毎月定額で利用できるサービスもある。

| 各交通機関と主な割引サービス                                       | 各交通機関と主な割引サービス | 各交通機関と主な割引サービス | 各交通機関と主な割引サービス | 各交通機関と主な割引サービス | 各交通機関と主な割引サービス |
| 事業者名                                                           | IC定期券                     | 利用額割引                   | 利用回数割引                 | 区間指定割引                 | 登録型割引                   |
| ------------------------------------------------------------------ | ---------------------------- | ---------------------------- | ---------------------------- | ---------------------------- | ---------------------------- |
| 大阪市高速電気軌道 (Osaka Metro) （地下鉄・ニュートラム)           | ×                            | ○                            | ×                            | ×                            | ○                            |
| 大阪シティバス                                                     | ×                            | ○                            | ×                            | ×                            | ○                            |
| 北大阪急行電鉄                                                     | ○                            | ×                            | ×                            | ×                            | ×                            |
| 大阪モノレール                                                     | ×                            | ×                            | ○                            | ○                            | ×                            |
| 近畿日本鉄道                                                       | ×                            | ○                            | ×                            | ○                            | ×                            |
| 南海電気鉄道                                                       | ○                            | ×                            | ○                            | ×                            | ×                            |
| 水間鉄道                                                           | ×                            | ○                            | ×                            | ×                            | ○                            |
| 阪堺電気軌道                                                       | ×                            | ○                            | ×                            | ×                            | ○                            |
| 阪急電鉄                                                           | ○                            | ×                            | ○                            | ○                            | ×                            |
| 能勢電鉄                                                           | ○                            | ×                            | ○                            | ○                            | ×                            |
| 阪神電気鉄道                                                       | ○                            | ×                            | ○                            | ×                            | ×                            |
| 阪急電鉄・阪神電気鉄道・山陽電気鉄道（神戸高速線）                 | ○                            | ×                            | ○                            | ×                            | ×                            |
| 山陽電気鉄道                                                       | ○                            | ×                            | ○                            | ×                            | ×                            |
| 神戸電鉄                                                           | ○                            | ×                            | ○                            | ×                            | ×                            |
| 神戸市交通局（地下鉄）                                             | ○                            | ○                            | ×                            | ×                            | ×                            |
| 神戸新交通                                                         | ○                            | ○                            | ×                            | ×                            | ×                            |
| 京阪電気鉄道                                                       | ×                            | ○                            | ○                            | ○                            | ×                            |
| 京福電気鉄道（嵐電）                                               | ×                            | ○                            | ×                            | ×                            | ○                            |
| 叡山電鉄                                                           | ×                            | ○                            | ×                            | ×                            | ○                            |
| 京都市交通局・京都バス                                             | ×                            | ×                            | ×                            | ×                            | ○                            |
| 阪神バス                                                           | ×                            | ×                            | ×                            | ×                            | ○                            |
| 尼崎交通事業振興                                                   | ×                            | ×                            | ×                            | ×                            | ×                            |
| 神戸市交通局（バス）                                               | ○                            | ○                            | ×                            | ×                            | ×                            |
| 神姫バス（山手線、CITY LOOP）                                      | ○                            | ○                            | ×                            | ×                            | ×                            |
| 神姫バス・神姫ゾーンバス                                           | [ ※ 14 ]                     | ×                            | ×                            | ×                            | ×                            |
| 阪急バス                                                           | [ ※ 16 ]                     | ×                            | ×                            | ×                            | ○                            |
| 神鉄バス                                                           | ×                            | ×                            | ×                            | ×                            | ×                            |
| 京阪バス                                                           | ×                            | ×                            | ×                            | ×                            | ○                            |
| 京都京阪バス                                                       | ×                            | ×                            | ×                            | ×                            | ×                            |
| 京阪京都交通                                                       | ×                            | ×                            | ×                            | ×                            | ×                            |
| 江若交通                                                           | ×                            | ×                            | ×                            | ×                            | ×                            |
| 山陽バス                                                           | [ ※ 18 ]                     | ○                            | ×                            | ×                            | ○                            |
| 伊丹市交通局                                                       | ×                            | ○                            | ×                            | ×                            | ○                            |
| 近鉄バス                                                           | ×                            | ○                            | ×                            | ×                            | ○                            |
| 高槻市交通部                                                       | ×                            | ×                            | ×                            | ×                            | ○                            |
| 和歌山バス・和歌山バス那賀                                         | ×                            | ×                            | ×                            | ×                            | ○                            |
| 南海バス・南海ウイングバス・南海りんかんバス                       | ×                            | ○                            | ×                            | ×                            | ○                            |
| 岡山電気軌道                                                       | ×                            | ○                            | ×                            | ×                            | ×                            |
| 中鉄バス                                                           | ×                            | ○                            | ×                            | ×                            | ×                            |
| 両備バス                                                           | ×                            | ○                            | ×                            | ×                            | ×                            |
| 下津井電鉄                                                         | ×                            | ○                            | ×                            | ×                            | ×                            |
| 三重交通・三交伊勢志摩交通・三重急行自動車・八風バス・名阪近鉄バス | ×                            | ×                            | ×                            | ×                            | ○                            |
| 西日本ジェイアールバス・本四海峡バス                               | ×                            | ×                            | ×                            | ×                            | ○                            |
| 静岡鉄道                                                           | ×                            | ×                            | ×                            | ×                            | ×                            |
| しずてつジャストライン                                             | ×                            | ×                            | ×                            | ×                            | ×                            |
| 西日本旅客鉄道                                                     | ×                            | ×                            | ○                            | ×                            | ×                            |

#### 備考
1. ↑  ICOCA対応のIC定期券を導入(阪急・京阪・阪神・南海・近鉄・大阪モノレール・北大阪急行各社との連絡定期券も：一部路線・区間を除く)
2. ↑  ICOCA対応のIC定期券を導入(JR西日本・JR東海・京阪・阪神・南海・名鉄各社との連絡定期券も：一部路線・区間を除く)
3. ↑  2009年6月1日開始、「連続利用割引」サービスはなし。
4. 1 2  2009年7月31日をもって「連続適用割引」サービスについては廃止された。
5. ↑  ICOCA対応のIC定期券を導入(JR西日本・近鉄両社との連絡定期券も：大津線除く)。
6. ↑  大津線のみ。
7. ↑  大津線は適用外[47]
8. ↑  大津線・鋼索線は適用外。
9. ↑  らんでんカード対応のIC定期券を導入。
10. ↑  ICOCAによる京阪電車との連絡IC定期券を導入（叡山電車単独のIC定期券はない）。
11. ↑  ICOCA対応のIC定期券を導入(近鉄・京阪・JR西日本・阪急各社との連絡定期券も：一部路線・区間を除く)
12. 1 2  2社利用額の合算で利用額割引を適用していた（廃止済み）。
13. 1 2  2社局利用額の合算で利用額割引を適用。
14. ↑  神戸市営地下鉄との連絡定期券および神戸市営バスとの共通乗車路線において、PiTaPa定期券が利用可能。
15. 1 2  2社利用額の合算で利用額割引を適用していた（廃止済み）。
16. ↑  神戸市営バスとの共通乗車路線において、神戸市交通局が発売するPiTaPa定期券が利用可能。
17. 1 2 3 4  4社利用額の合算で利用額割引を適用していた（廃止済み）。
18. ↑  神戸市営バスとの共同運行路線において、神戸市交通局が発売するPiTaPa定期券が利用可能。
19. ↑  Tsukica対応のIC定期券を導入。
20. ↑  kinoka対応のIC定期券を導入。
21. 1 2 3 4  4社利用額の合算で利用額割引を適用。
22. 1 2 3 4  Hareca対応のIC定期券を導入。
23. ↑  この他に、乗継割引を導入している。
24. ↑  名阪近鉄バスを除き、emica対応のIC定期券を導入。
25. 1 2  2社利用額の合算で利用額割引を適用していた（廃止済み）。
26. 1 2  LuLuCa対応のIC定期券を導入。
27. ↑  この他に、時間帯指定割引を導入している。
28. ↑  ICOCA対応のIC定期券を導入。

### ショッピング割引
PiTaPaでショッピングを行うと「ショップdeポイント」が貯まる。100円につき1ポイント貯まるのが基本だが、500ポイントで50円の割引なので割引率は0.1%となり、クレジットカード会社が展開する同種のポイントサービスより割引率が低い。ただし、利用店によっては5倍（100円で5ポイント）のところがあったり、期間限定の10倍キャンペーンを実施したりしている。

## 利用状況

### 会員数
| カード名                      | 会員数      | 備考                       |
| ----------------------------- | ----------- | -------------------------- |
| PiTaPa（総数）                | 約3,350,000 | 2024年（令和6年）3月末現在 |
| PiTaPaベーシックカード        | 約13,000    | 2005年4月11日現在          |
| STACIA（旧・HANA PLUS）カード | 約200,000   | 2007年3月26日現在          |
| e-kenet PiTaPaカード          | 約145,000   | 2006年2月中旬現在          |
| KOBE PiTaPaカード             | 約15,000    | 2006年9月下旬現在          |
| OSAKA PiTaPaカード            | 約520,000   | 2017年3月末現在            |
| CoCoNet PiTaPaカード          | 約30,000    | 2007年3月26日現在          |

### 利用率
- PiTaPa利用者数（平日）
  - 約90万人／日（2007年8月20日現在）[51]
- 改札通過人数に対する利用比率
  - 阪急電鉄…約3.8%（2006年1月30日現在）[52]

上記はいずれもサービス開始から間もない時期のデータである。

## PiTaPaのみ導入の事業者
奈良交通グループ、神姫バスグループ、静鉄グループ、水間鉄道、江若交通、阪堺電気軌道、三重交通、名阪近鉄バス、西日本JRバス、ヤサカバス、本四海峡バス、淡路交通および岡山地区の各社（宇野自動車と八晃運輸の2社（いずれもスルッとKANSAI協議会非加盟事業者）以外）においては、磁気式のスルッとKANSAI対応カードは導入せず、PiTaPaのみの導入となっている。
なお、スルッとKANSAI対応カードの販売は2017年3月31日で、利用は2018年1月31日で終了している。阪急バスグループ、大阪空港交通、叡山電鉄などは、それよりも早くに販売、利用が終了した。

## 導入事業者・発行カード一覧
以下の事業者がスルッとKANSAI協議会と共同で発行しているほか、協議会単体でPiTaPaベーシックカードを発行している。

### 鉄道
| 事業者名           | カード名                 | 発行元               | 導入日        | カードタイプ     |
| ------------------ | ------------------------ | -------------------- | ------------- | ---------------- |
| 阪急電鉄           | HANA PLUSカード※4        | 阪急阪神カード       | 2004年8月1日  | 一体型           |
| 阪急電鉄           | STACIAカード             | 阪急阪神カード       | 2007年10月1日 | 一体型／単独型   |
| 能勢電鉄           | HANA PLUSカード※4        | 阪急阪神カード       | 2004年8月1日  | 一体型           |
| 能勢電鉄           | STACIAカード             | 阪急阪神カード       | 2007年10月1日 | 一体型／単独型   |
| 京阪電気鉄道       | e-kenet PiTaPaカード     | 京阪カード           | 2004年8月1日  | 分離型           |
| 大阪市高速電気軌道 | OSAKA PiTaPaカード       | 大阪メトロサービス   | 2006年2月1日  | 一体型           |
| 阪神電気鉄道       | CoCoNet PiTaPaカード※4   | 阪神電気鉄道         | 2006年2月1日  | 単独型           |
| 阪神電気鉄道       | STACIAカード             | 阪急阪神カード       | 2007年10月1日 | 一体型／単独型   |
| 大阪モノレール     | HANA PLUSカード※4        | 阪急阪神カード       | 2006年2月1日  | 一体型           |
| 大阪モノレール     | STACIAカード             | 阪急阪神カード       | 2007年10月1日 | 一体型／単独型   |
| 北大阪急行電鉄     | HANA PLUSカード※4        | 阪急阪神カード       | 2006年2月1日  | 一体型           |
| 北大阪急行電鉄     | STACIAカード             | 阪急阪神カード       | 2007年10月1日 | 一体型／単独型   |
| 南海電気鉄道       | minapitaカード           | 南海電気鉄道         | 2006年7月1日  | 分離型           |
| 泉北高速鉄道       | minapitaカード           | 南海電気鉄道         | 2006年7月1日  | 分離型           |
| 神戸新交通         | KOBE PiTaPaカード        | KOBEカード協議会     | 2006年7月1日  | 一体型           |
| 山陽電気鉄道       | KOBE PiTaPaカード        | KOBEカード協議会     | 2006年7月1日  | 一体型           |
| 岡山電気軌道※1     | （PiTaPaカードは未発行） |                      | 2006年10月1日 |                  |
| 神戸市交通局       | KOBE PiTaPaカード        | KOBEカード協議会     | 2006年10月1日 | 一体型           |
| 近畿日本鉄道       | KIPS PiTaPaカード        | KIPS協議会           | 2007年4月1日  | 分離型／一体型※3 |
| 神戸電鉄           | KOBE PiTaPaカード        | KOBEカード協議会     | 2007年4月1日  | 一体型           |
| 京都市交通局       | 京都ぷらすOSAKA PiTaPa   | 大阪メトロサービス   | 2007年4月1日  | 一体型           |
| 静岡鉄道※2         | LuLuCa+PiTaPaカード      | しずてつカード事務局 | 2007年9月1日  | 分離型           |
| 水間鉄道           | （PiTaPaカードは未発行） |                      | 2009年6月1日  |                  |
| 京福電気鉄道※5     | （PiTaPaカードは未発行） |                      | 2011年4月1日  |                  |

#### 備考
- ※1 : 岡山電気軌道は、両備バス・下津井電鉄・中鉄バス（および宇野自動車と八晃運輸の2社[注釈 2]（いずれもスルッとKANSAI協議会非加盟事業者）でも）との岡山地区の鉄道・バス事業者6社で利用可能なプリペイド式ICカードHarecaを導入している。
- ※2 : 静岡鉄道は、しずてつジャストラインと共通利用可能なICカードLuLuCaを導入している。
- ※3 : スーパーICカード KIPS+PiTaPa のみ、三菱UFJ銀行のICキャッシュカードを含めた、一体型カードでの発行となる。
- ※4 : 現在はSTACIAカードに変更・統合されたため発行は停止している。
- ※5 : 京福電気鉄道は、自社のみで利用可能なプリペイド式ICカードらんでんカードを導入している。

### バス
| 事業者名               | カード名                 | 発行元               | 導入日        | カードタイプ   |
| ---------------------- | ------------------------ | -------------------- | ------------- | -------------- |
| 大阪シティバス         | OSAKA PiTaPaカード       | 大阪メトロサービス   | 2006年2月1日  | 一体型         |
| 阪急バス※8             | HANA PLUSカード※1        | 阪急阪神カード       | 2006年2月1日  | 一体型         |
| 阪急バス※8             | STACIAカード             | 阪急阪神カード       | 2007年10月1日 | 一体型／単独型 |
| 神姫バス※2             | （PiTaPaカードは未発行） |                      | 2006年2月1日  |                |
| 神姫ゾーンバス※2       | （PiTaPaカードは未発行） |                      | 2006年2月1日  |                |
| 神戸交通振興           | （PiTaPaカードは未発行） |                      | 2008年9月1日  |                |
| 大阪空港交通           | （PiTaPaカードは未発行） |                      | 2006年10月1日 |                |
| 岡山電気軌道※3         | （PiTaPaカードは未発行） |                      | 2006年10月1日 |                |
| 下津井電鉄※3           | （PiTaPaカードは未発行） |                      | 2006年10月1日 |                |
| 両備ホールディングス※3 | （PiTaPaカードは未発行） |                      | 2006年10月1日 |                |
| 中鉄バス※3             | （PiTaPaカードは未発行） |                      | 2008年7月22日 |                |
| しずてつジャストライン | LuLuCa+PiTaPaカード※4    | しずてつカード事務局 | 2007年9月1日  | 分離型         |
| 奈良交通※5             | KIPS PiTaPaカード        | KIPS協議会           | 2007年4月1日  | 分離型／一体型 |
| エヌシーバス※5         | KIPS PiTaPaカード        | KIPS協議会           | 2007年4月1日  | 分離型／一体型 |
| 京阪バス               | e-kenet PiTaPaカード     | 京阪カード           | 2007年10月1日 | 分離型         |
| 京阪京都交通           | e-kenet PiTaPaカード     | 京阪カード           | 2008年3月1日  | 分離型         |
| 京都市交通局           | 京都ぷらすOSAKA PiTaPa   | 大阪メトロサービス   | 2007年4月1日  | 一体型         |
| 高槻市交通部※6         | （PiTaPaカードは未発行） |                      | 2008年4月1日  |                |
| 伊丹市交通局※7         | （PiTaPaカードは未発行） |                      | 2008年4月1日  |                |
| ヤサカバス             | （PiTaPaカードは未発行） |                      | 2025年3月22日 |                |

#### 備考
- ※1 : 現在はSTACIAカードに変更・統合されたため発行は停止している。
- ※2 : 神姫バスと神姫ゾーンバス（および神姫グリーンバスとウエスト神姫（いずれも一部路線のみ）の2社でも）は、グループ各社のみで利用可能なプリペイド式ICカードNicoPaを導入している。
- ※3 : 岡山電気軌道・下津井電鉄・両備ホールディングス・中鉄バス（および宇野自動車と八晃運輸の2社[注釈 2]（いずれもスルッとKANSAI協議会非加盟事業者）でも）は、6社のみで利用可能なプリペイド式ICカードHarecaを導入している。
- ※4 : しずてつジャストラインは、静岡鉄道静岡清水線と共通利用可能なプリペイド式ICカードLuLuCaを導入している。
- ※5 : 奈良交通とエヌシーバスは、2社のみで利用可能なプリペイド式ICカードCI-CAを導入している。
- ※6 : 高槻市交通部は、自局のみで利用可能なIC定期券を導入している。
- ※7 : 伊丹市交通局は、自局のみで利用可能なプリペイド式ICカードItappyを導入している。
- ※8 : 阪急バス（および阪神バスと尼崎交通事業振興の2社でも）は、グループ各社のみで利用可能なプリペイド式ICカードhanicaを導入している。

### その他のカード
| 発行元                        | カード名                                            | 事業者名           | 備考 |
| ----------------------------- | --------------------------------------------------- | ------------------ | --- |
| 三井住友カード ジェーシービー | ペルソナSTACIA PiTaPaカード                         | ペルソナ           | |
| 三井住友カード                | タカラヅカレビュー STACIA VISAカードP               | 宝塚友の会         | |
| 三井住友カード                | 阪急阪神第一ホテルグループ STACIA PiTaPa VISAカード | 阪急阪神ホテルズ   | |
| 池田泉州JCB/VISA              | スタシアサイカ ピタパカード                         | 池田泉州銀行       | 阪急阪神カードとの提携カード |
| 池田泉州VC 池田泉州JCB/VISA   | minapita+sa-icaカード                               | 池田泉州銀行       | 南海電気鉄道との提携カード |
| 三井住友カード ジェーシービー | ANA PiTaPaカード                                    | 全日本空輸         | 三井住友カードおよびジェーシービー発行のANAカードと紐付け |
| 三井住友カード                | 三井住友PiTaPaカード                                | 三井住友カード     | 三井住友VISA/Masterカードと紐付け |
| 三井住友カード                | KANKU CLUBカード                                    | 関西国際空港       | 南海電気鉄道との提携カード。2011年11月15日で新規募集を停止 |
| 三井住友カード                | はぴe PiTaPaカード                                  | 関西電力           | はぴe VISAカードと紐付け |
| 三菱UFJニコス                 | JMB KIPSカード                                      | 日本航空           | 近畿日本鉄道との提携カード |
| 青山キャピタル                | AOYAMA PiTaPaカード                                 | 青山商事           | |
| 青山キャピタル                | Papa's saisaki PiTaPaカード                         | 青山商事           | |
| 青山キャピタル                | Mama's saisaki PiTaPaカード                         | 青山商事           | |
| 青山キャピタル                | ヴィッセル神戸クラブメンバーズPiTaPaカード          | ヴィッセル神戸     | |
| 三重銀行                      | 三重銀行PiTaPaカード                                | 三重銀行           | カード発行は三重銀カードに委託 |
| トヨタファイナンス            | TS CUBIC PiTaPaカード                               | トヨタファイナンス | TS3 VISA/Master/JCBカードと紐付け |
| 三菱UFJ銀行                   | ICクレジットカード「KIPS」                          | 三菱UFJ銀行        | 近畿日本鉄道との提携カード。カード発行は三菱UFJニコスに委託 |
| 百五銀行                      | 105 BESTIO KIPS                                     | 百五銀行           | 近畿日本鉄道との提携カード。カード発行は百五カードに委託 |
| 但馬銀行                      | たんぎんPiTaPaカード                                | 但馬銀行           | |
| ゆうちょ銀行                  | JP BANKカードPiTaPa                                 | ゆうちょ銀行       | 三井住友カードが事務代行 |
| 南都銀行                      | 南都PiTaPaカード                                    | 南都銀行           | カード発行は南都カードサービスに委託 |
| クレディセゾン                | UC PiTaPaカード                                     | クレディセゾン     | クレディセゾン発行のUCカードと紐付け 近畿日本鉄道との提携で「KIPS UCカード」も別途発行されており、この場合はKIPS PiTaPaカードを申し込むことになる。                  |
| 関西アーバン銀行              | KANSAI CARD PiTaPa                                  | 関西アーバン銀行   | カード発行は関西カードサービスに委託 |
| みなと銀行                    | みなとカード PiTaPa                                 | みなと銀行         | カード発行はみなとカードに委託 |
| 三菱UFJ銀行                   | スーパーICカード KIPS+PiTaPa                        | 三菱UFJ銀行        | 近畿日本鉄道との提携カード。カード発行は三菱UFJニコスに委託。 三菱UFJ銀行のICキャッシュカード・KIPSカード・KIPS PiTaPaカードを一体化。 2013年4月15日に新規募集停止。 |
| ロッテカード                  | ロッテPiTaPaカード                                  | ロッテカード       | ロッテカードは韓国ロッテグループの法人 |

## 非導入事業者
スルッとKANSAI協議会加盟事業者のうち、現時点でPiTaPaを導入予定が無い（スルッとKANSAI対応カードは導入）事業者を挙げる。
- 比叡山鉄道

## PiTaPaショッピングサービス

### 加盟店開拓とiDとの関係
PiTaPaは、ショッピングサービスの加盟店開拓を三井住友カードに委託している。同社は自社の同じFeliCa対応クレジットサービスiDとPiTaPaを並行して売り込んでおり、PiTaPaの決済端末はiDの決済に対応している。PiTaPaは三井住友カードが使える店舗にiDと共に導入される傾向があるが、加盟店側は双方別々に申し込む必要があるのでPiTaPa加盟店すべてでiDが使えるわけではない。なお、INFOX以外の信用照会端末や、NTTドコモが開拓した加盟店に多いiD単独の決済端末ではPiTaPaを使用できない。
ただし、あくまでPiTaPaとiDは別物で、単に店頭の決済端末が両方に対応しているというだけであり、他の鉄道系ICカードのような「相互利用」とは全く異なる。

### 利用可能店舗

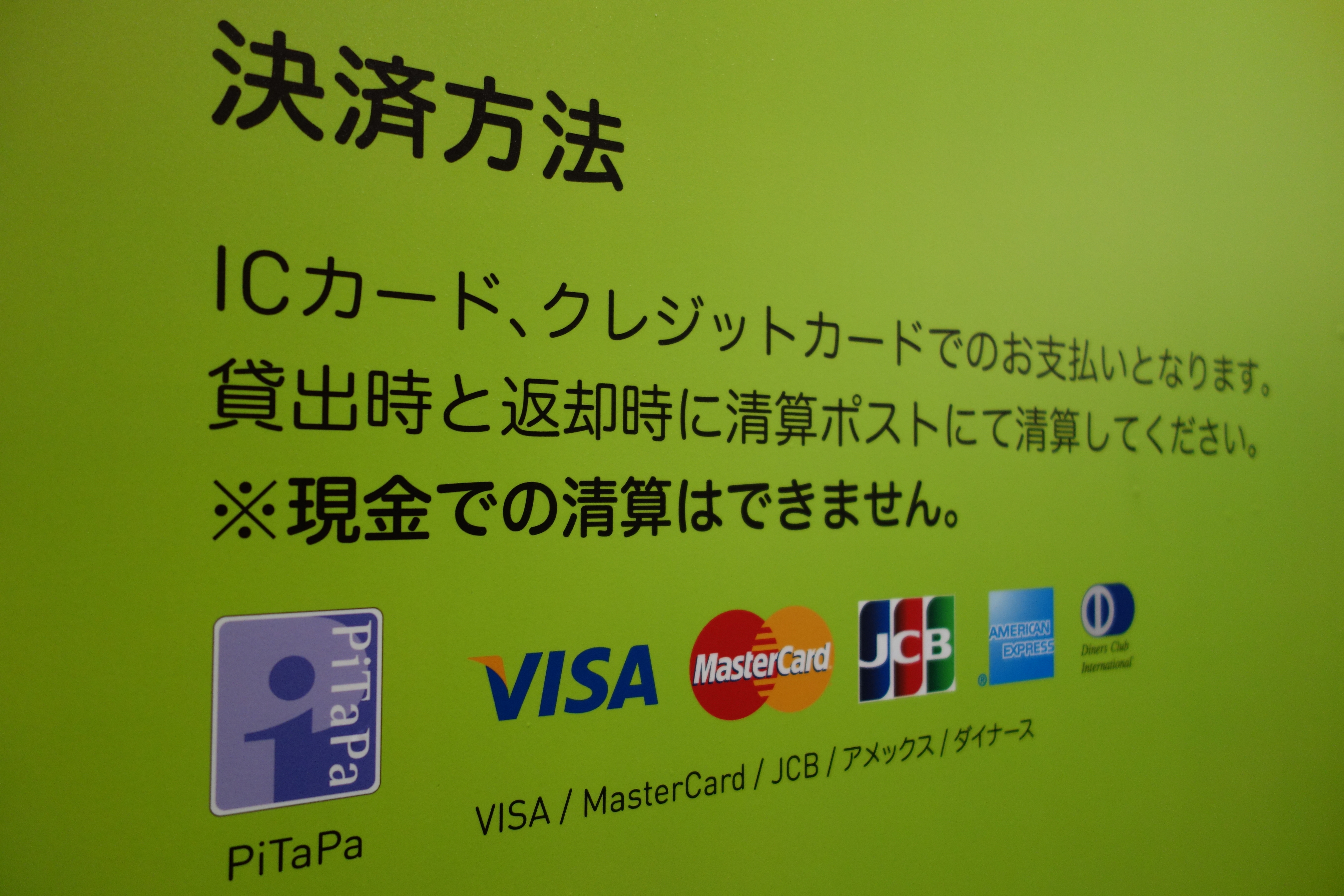
UMEGLE-CHARIの精算
ポストペイのため、本人確認が可能（大阪市北区）

ショッピングとして、主に関西地区の以下の店舗で利用可能（2013年2月末現在約24,000店舗）。他の交通系ICカードと異なり、すべての所有者が特定できる利点（他の交通系ICカードでは無記名や、記名式でも本人確認が行われていないものが含まれる）を生かした使用事例もある。グランフロント大阪（大阪市）では、2013年4月より2020年1月31日まで、クレジットカードと共に唯一の交通系ICカードとして、レンタサイクル（UMEGLE-CHARI）の自動貸出・返却に使われていた。
- コンビニエンスストア
  - asnas/asnas exp.（阪急・阪神沿線の店舗）
    - 梅田阪急ビル店、新阪急ホテル前店、阪神西梅田店、asnas exp.阪急三番街店のみ、ICOCA電子マネー（2013年3月23日からは、Suica・PASMOなど「全国相互利用サービス」対応の各IC乗車カードを含む）も利用可能である（2014年5月11日に閉店したグランフロント大阪店（跡地に「ファミリーマートうめきたセラー店」が出店）でも利用可能だった）。

  - アンスリー（京阪・南海・泉北高速沿線の店舗（一部未対応の店舗あり））
  - Plug-in（京阪沿線の店舗）
    - 京阪沿線のアンスリー・Plug-in各店舗、および南海・泉北高速沿線のアンスリーの一部店舗では、ICOCA他交通系電子マネーも利用可能。

  - RIZUMIN（能勢電鉄沿線の店舗（一部店舗のみ））
  - YSPS（京都市営地下鉄北大路駅店のみ）
  - ローソン（近畿2府4県および三重県、愛知県内の全店舗、ICOCA他交通系電子マネーも利用可能）
  - デイリーヤマザキ（大阪市内の一部店舗のみ。ICOCA他交通系電子マネーも利用可能）
  - ファミリーマート（2014年9月30日より、関西地区全店舗と三重県、愛知県一部店舗に導入：ICOCA他交通系電子マネーも利用可能。ファミリーマートに統合される前のサークルKサンクスでは三重県内では全店舗で導入していた[53]が、転換後は近鉄駅近接の店舗を除き利用不可となった）　
  - ポプラ（関西地区一部店舗のみ：ICOCA他交通系電子マネーも利用可能）
  - セブン-イレブン（関西国際空港第2ターミナル店、大阪本町駅中央店、泉北高速泉ケ丘駅店、大阪モノレール各駅構内の「セブン-イレブン　モノウェル」、神戸電鉄各駅構内の店舗のみ：ICOCA他交通系電子マネーも利用可能）
- 駅売店
  - Lagare Shop（阪急売店）
  - ivy SHOP（阪神売店 : 一部未対応）
    - 2014年3月1日より、一部店舗ではICOCA他交通系電子マネーも利用可能になった。

  - SECOND POCHE（京阪売店 : 一部未対応）
  - nasco（南海売店 : 一部店舗のみ）
- 専門店
  - 上新電機（難波店・日本橋1ばん館・J&Pテクノランド・岸和田店ほか43店舗）ICOCA他交通系電子マネーも利用可能
  - ヨドバシカメラ（梅田店・京都店の一部レジのみ。ICOCA他交通系電子マネーも利用可能）
  - ビックカメラ（なんば店・岡山駅前店の一部レジのみ。公式webにはPiTaPa側、ビックカメラ側共に記載がなく、店頭レジカウンターの看板のみの案内となっている。ICOCA他交通系電子マネーも利用可能）
  - ナカヌキヤ（一部未対応）
  - 【5倍】洋服の青山（関西地区、岡山・広島・三重地区の全店舗と愛知・静岡地区の一部店舗。ICOCA他交通系電子マネーも利用可能な店舗もある）
- 百貨店
  - 阪神百貨店（梅田本店・西宮店の一部フロア対応）
  - 天満屋（岡山店の一部フロア対応）
- スーパーマーケット
  - 【5倍】 成城石井（大阪府の一部店舗のみ）
  - イケチュー
  - サボイ（味道館）
  - もより市
- 100円ショップ
  - ザ・ダイソー（一部店舗のみ）
- 惣菜店
  - ほっかほっか亭（一部店舗のみ）
- 飲食店
  - 酔虎伝／八剣伝／居心伝
  - 養老乃瀧（一部店舗のみ）
  - がんこ
  - 千房
  - シアトルズベストコーヒー
  - 神戸屋レストラン（阪神エリアの店舗のみ）
  - モスバーガー（一部店舗のみ）
  - フレッズベーカリー／フレッズカフェ
  - グルメ杵屋
- 書籍・CD
  - ブックファースト／サウンドファースト（いずれも近畿圏の店舗のみ）
  - 紀伊國屋書店（梅田近辺の一部店舗のみ）
  - 旭屋書店（一部店舗のみ）
  - ジュンク堂書店 (近畿圏のみ/大阪、奈良は一部店舗のみ)
- ドラッグストア
  - くすりのラブ（一部店舗を除く）
  - ドラッグセガミ（一部店舗のみ）
  - 【5倍】 カラーフィールド／カラーフィールドリラックス
  - コクミン
- クリーニング
  - 白洋舍（関西の一部店舗のみ）
  - ライフクリーナー
- 眼鏡
  - コンタクトレンズギャラリー
- カー用品
  - モンテカルロ
- 駐車場
  - 日本駐車場開発（京阪神地区の一部のみ）
  - 近鉄イージーパーキング（奈良線東生駒駅・菖蒲池駅のみ）
- ホテル
  - 阪急阪神ホテルズ
  - 神戸タワーサイドホテル
- 商店街・地下街など
  - なんばCITY
  - なんばパークス
  - 名古屋市大須商店街
  - 天神橋筋商店街
  - 道頓堀極楽商店街
  - ハービスENT
  - 新梅田食道街（一部店舗のみ）
  - アジア太平洋トレードセンター
  - メトロこうべ
  - 神戸モザイク
  - ミント神戸
  - 富山県福光商店街
  - ひろしまお好み物語 駅前ひろば
  - 沖縄県北谷町飲食業組合加盟店舗
  - 阪急三番街
  - ディアモール大阪
  - 阪急西宮ガーデンズ
  - 山陽SC開発（一部店舗を除く）
    - 岡山一番街
    - サンステーションテラス岡山
    - サンステーションテラス倉敷
    - サンステーションテラス福山
- 空港
  - 神戸空港ターミナルビル・空港駐車場事前精算機
  - 大阪空港ターミナルビル(一部店舗を除く)
  - 那覇空港の一部売店
  - ANA FESTA（一部店舗を除く）
- 文化施設
  - 宝塚大劇場
  - 東京宝塚劇場
  - 京都国立博物館
  - 奈良国立博物館
- 観光施設
  - 空中庭園展望台
  - アクアライナー
  - 神戸北野異人館
  - 神戸市立須磨海浜水族園
  - ひらかたパーク
  - みさき公園
  - 安倍文殊院
- スポーツ施設
  - 阪神甲子園球場（場内の売店のみ、観客席エリアのワゴン販売では利用できない）
- 鉄道以外の交通
  - ケイルック（R'EXバス・hoopバス・K’LOOPバス）[54]
  - 神戸・関空ベイシャトル
  - ジャンボフェリー
  - 近鉄タクシー
  - 大阪神鉄豊中タクシー
  - 中鉄バス（岡山桃太郎空港券売機のみ）[55][56]
  - 徳島バス（徳島駅前・徳島阿波おどり空港券売機のみ）[57][58]
- 自動販売機
  - 近畿コカ・コーラボトリング・コカ・コーラセントラルジャパン（シーモ2の一部が対応：一部にマルチマネー対応機も導入）
  - サントリー・サントリーフーズ
  - アサヒ飲料
  - 大塚製薬
  - キリンビバレッジ
  - 伊藤園
- 電子パーツショップ
  - シリコンハウス共立

（注）リスト中の【5倍】は通常の5倍の ショップdeポイント がもらえる。

### トラブル
2004年10月1日のショッピング機能のサービス開始日に、利用対応の約200店のうち約160店で端末機が動作せずサービスを利用できないというトラブルが発生した。その影響は翌2日の午後まで続いた。

### 全国相互利用サービスとの関係
2013年3月23日からの交通系ICカード相互利用拡大後も、PiTaPaはショッピングに利用できない。これは、決済方法の異なるポストペイ利用のみならず、PiTaPaのプリペイドチャージ額をショッピングサービスに充当することができない。この理由について、大阪市交通局より以下のように説明されている。
1. 他の交通系電子マネーは「プリペイドカード」であるのに対し、PiTaPaは利用後に銀行口座から引き落とす、一般的なクレジットカードと同じ決済方式に基づく「少額決済カード」である。
2. そのため、PiTaPa自体に対しクレジットカードに準ずる法令が適用されており、プリペイド扱いのショッピングサービス相互利用を実現するためには、電子マネーに適用される「資金決済に関する法律」に基づき、発行保証金の供託等や、前払式証票としてカード裏面に表示を付加する必要があり、利用者に対してはすでに手元に渡っている発行済みPiTaPaカードの交換事務を要する。
3. 加えて、システム・物販端末の大規模改修が必要となり、莫大な費用となる事が判明した。

そこで、この問題を解決するための施策（代替策）として、スルッとKANSAI協議会では現在、PiTaPaのポストペイ決済でのみ利用可能な物販端末機を、順次ICOCAなどのプリペイド型交通系ICカードでも利用可能なもの（マルチマネー対応機）に切り替え、PiTaPa加盟店においては、立地する地域の各社局が導入しているプリペイド型交通系電子マネー（例：関西圏＝ICOCA・関東圏＝SuicaあるいはPASMO）も並行して決済可能になるよう協力していく考えであると大阪市交通局を通じて説明している。ただし、これらの施策が具体的にどのように実施されるのか（施策の実施時期）などについては、スルッとKANSAI協議会からは直接には特に発表はされていない。ただし、店舗サイドで独自に両方への対応を行っている例が関西圏を中心にみられるほか、キャッシュレス対応拡充を目的に、コード決済型電子マネーや流通系電子マネーとも同時に対応した例もある。

## 社会実験

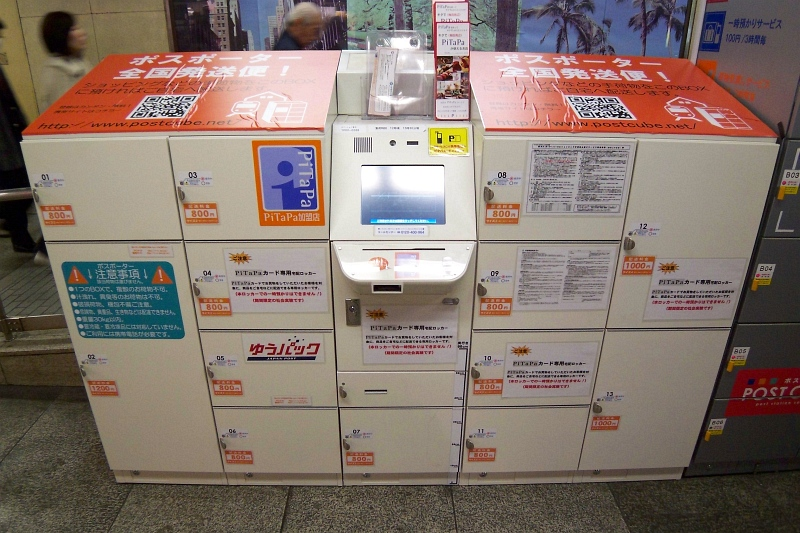
PiTaPa対応宅配ロッカー（一部専用）
（阪急・大阪梅田駅構内）

### レール&ショッピング手荷物お届けサービス
2007年2月16日 - 3月15日まで、公共交通機関（チャージでの利用であるJR西日本を除く）・ショッピング・宅配ロッカーをすべてPiTaPaで決済すると、後日宅配料金を条件により全額キャッシュバックする社会実験が、NEDO民生部門等地球温暖化対策実証モデル評価事業として行われた。大阪空港、阪急梅田駅構内など6か所に実験対応の宅配ロッカーが置かれ、手荷物の運搬に便利な自家用車から、利用者一人あたりのCO2排出量が少ない鉄道・バスへの利用転換を狙ったもので、その場合不便になる手荷物の運搬を、条件が揃えば無料とする試み。実験は交通・ショッピング・宅配ロッカーの決済が同一カードで行え、履歴が把握できるPiTaPaの利点を生かした形となった。実験終了後もPiTaPa対応宅配ロッカーは、（梅田駅構内の場合）有料で利用できる。